# Municipio de Washington (condado de Randolph)
El municipio de Washington (en inglés: Washington Township) es un municipio ubicado en el condado de Randolph en el estado estadounidense de Indiana. En el año 2010 tenía una población de 2172 habitantes y una densidad poblacional de 18,87 personas por km².

## Geografía
Según la Oficina del Censo de los Estados Unidos, tiene una superficie total de 115.07 km², de la cual 114.88 km² corresponden a tierra firme y (0.17%) 0.19 km² es agua.

## Demografía
Según el censo de 2010, había 2172 personas residiendo. La densidad de población era de 18,87 hab./km². De los 2172 habitantes, estaba compuesto por el 97.24% blancos, el 0.55% eran afroamericanos, el 0.09% eran amerindios, el 0.37% eran asiáticos, el 0.18% eran isleños del Pacífico, el 0.64% eran de otras razas y el 0.92% pertenecían a dos o más razas. Del total de la población el 2.67% eran hispanos o latinos de cualquier raza.